# Omar Zniber
Pour les articles homonymes, voir Zniber.
Omar Zniber, né le 2 septembre 1956 à Salé (Maroc), est un diplomate marocain. Il a notamment été ambassadeur en Autriche, en Allemagne, en Slovénie, en Slovaquie et représentant permanent auprès des organisations internationales à Vienne ainsi qu'à Genève.

## Biographie
Né le 2 septembre 1956 au sein d'une ancienne famille de Salé originaire d'Andalousie, Omar Zniber est le fils du nationaliste et signataire du Manifeste de l'indépendance Tahar Zniber; lui-même fils de l'érudit Abu Bakr Zniber. 
Il obtient son doctorat en droit international public sur la « Succession d'État et les Traités de frontières en Afrique » à l'université Paris II en 1986. 
Il occupe plusieurs postes importants au ministère des Affaires étrangères et de la Coopération, où il a été directeur des Nations unies et des Organisations internationales entre 1999 et 2003. Il a entretemps été conseiller à la mission permanente du royaume du Maroc à Genève sur la question du désarmement au HCR, à l'OMS et membre des comités de rédaction à l'UNODA et OIAC, puis chef du cabinet du secrétaire d’État aux Affaires étrangères de 1989 à 1996.
Jusqu'en 2003, Omar Zniber est ambassadeur du Maroc en Slovaquie et en Slovénie jusqu'en 2004, avec résidence à Vienne puis ambassadeur en Autriche. Il devient ambassadeur représentant permanent auprès des organisations internationales, toujours dans la capitale autrichienne,. Il est désigné en 2011 comme ambassadeur en Allemagne,.
En 2007, Omar Zniber représente le Maroc aux travaux de la 15e réunion du conseil ministériel de l’Organisation pour la sécurité et la coopération en Europe à Madrid. Il a été désigné à la présidence de la conférence générale de l’Organisation des Nations unies pour le développement industriel lors de la 12e session.
En avril 2008, lors de la profanation d'un cimetière musulman au nord de la France, Omar Zniber a « condamné avec force les amalgames entre une quelconque religion et le terrorisme, véhiculés par les médias mais aussi par certains discours publics ».
Le 25 juin 2017, il est nommé représentant permanent du Maroc auprès de l'Office des Nations unies à Genève, et des organisations internationales.
Le 10 janvier 2024, il est élu président du Conseil des droits de l'homme,.